# Agrippa (cràter)

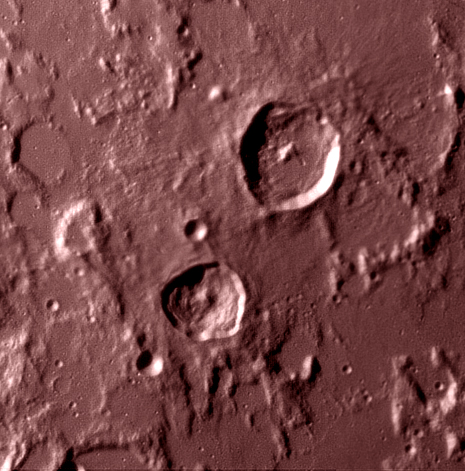
Godin (a baix) i Agrippa (a dalt a la dreta)

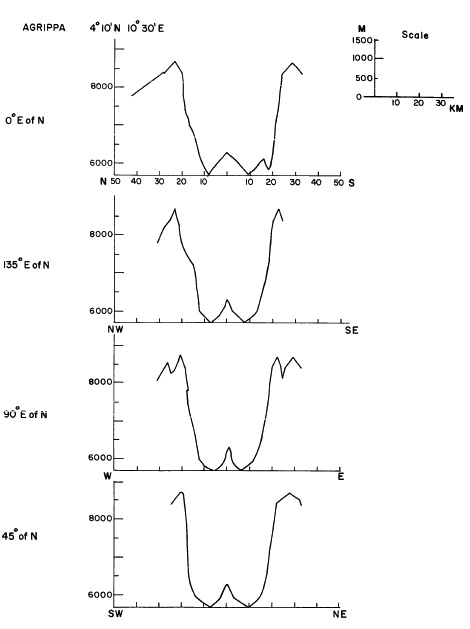
Perfils transversals del cràter

Agrippa és un cràter d'impacte lunar que es troba en l'extrem sud-est del Mare Vaporum. Està situat uns 30 km al nord del cràter Godin. Tempel, de forma irregular, es troba just a l'est i Dembowski se situa 70 km a l'oest. Al nord nord-est apareix l'esquerda denominada Rima Ariadaeus, que segueix un rumb cap a l'est-sud-est aconseguint la vora occidental del Mare Tranquillitatis. Porta el nom de l'astrònom grec del segle i Agrippa. El seu diàmetre és de 46 km i té una profunditat de 3100 m. Ocupa una superfície de més de 1500 km² i el seu perímetre és d'uns 150 km.
La vora d'Agrippa té una forma inusual, que s'assembla a la forma d'un escut amb un bord sud arrodonit i una meitat nord més angulosa. L'interior és una mica irregular, amb una elevació central en el punt mitjà. El cràter és del període Període Eratostenià, que va durar entre 3200 i 1100 milions d'anys enrere.
Des d'aquesta ubicació, la Terra apareix en el cel lunar a uns 4 graus de la vertical i uns 10 graus cap a l'oest. El Sol surt lleugerament després que la Terra està mitja il·luminada, i se situa sobre l'horitzó abans de l'últim quart i després del primer quart.

## Cràters satèl·lit
Per convenció aquests cràters s'identifiquen en els mapes lunars amb la lletra que els identifica situada en el costat del centre del cràter que més s'acosti al cràter principal.
|         | \| Agrippa \| Coordenades \| Diàmetre \| \| ------- \| ---------------------------------- \| -------- \| \| B \| 6° 12′ N, 9° 24′ E / 6.2°N,9.4°E \| 4 km \| \| D \| 3° 48′ N, 6° 42′ E / 3.8°N,6.7°E \| 20 km \| \| E \| 5° 12′ N, 8° 30′ E / 5.2°N,8.5°E \| 5 km \| \| F \| 4° 24′ N, 11° 24′ E / 4.4°N,11.4°E \| 6 km \| \| G \| 3° 54′ N, 6° 12′ E / 3.9°N,6.2°E \| 13 km \| \| H \| 4° 48′ N, 10° 42′ E / 4.8°N,10.7°E \| 6 km \| \| S \| 5° 18′ N, 8° 54′ E / 5.3°N,8.9°E \| 32 km \| |          |
| Agrippa | Coordenades | Diàmetre |
| B       | 6° 12′ N, 9° 24′ E / 6.2°N,9.4°E | 4 km     |
| D       | 3° 48′ N, 6° 42′ E / 3.8°N,6.7°E | 20 km    |
| E       | 5° 12′ N, 8° 30′ E / 5.2°N,8.5°E | 5 km     |
| F       | 4° 24′ N, 11° 24′ E / 4.4°N,11.4°E | 6 km     |
| G       | 3° 54′ N, 6° 12′ E / 3.9°N,6.2°E | 13 km    |
| H       | 4° 48′ N, 10° 42′ E / 4.8°N,10.7°E | 6 km     |
| S       | 5° 18′ N, 8° 54′ E / 5.3°N,8.9°E | 32 km    |

### Altres referències
- (WGPSN), IAU Working Group for Planetary System Nomenclature. «Gazetteer of Planetary Nomenclature. 1:1 Million-Scale Maps of the Moon» (en anglès).  UAI / USGS, 13-02-2013. [Consulta: 6 abril 2016].
- Andersson, L. E.; Whitaker, E. A.,. NASA Catalogue of Lunar Nomenclature (en anglès).  NASA RP-1097, 1982.
- Blue, Jennifer. «Gazetteer of Planetary Nomenclature» (en anglès).  USGS, 25-07-2007. [Consulta: 2 gener 2012].
- Bussey, B.; Spudis, P.. The Clementine Atlas of the Moon (en anglès).  Nueva York: Cambridge University Press, 2004. ISBN 0-521-81528-2.
- Cocks, Elijah E.; Cocks, Josiah C.. Who's Who on the Moon: A Biographical Dictionary of Lunar Nomenclature (en anglès).  Tudor Publishers, 1995. ISBN 0-936389-27-3.
- McDowell, Jonathan. «Lunar Nomenclature» (en anglès).   Jonathan's Space Report, 15-07-2007. [Consulta: 2 gener 2012].
- Menzel, D. H.; Minnaert, M.; Levin, B.; Dollfus, A.; Bell, B. «Report on Lunar Nomenclature by The Working Group of Commission 17 of the IAU» (en anglès). Space Science Reviews, 12, 1971, pàg. 136.
- Moore, Patrick. On the Moon (en anglès).  Sterling Publishing Co, 2001. ISBN 0-304-35469-4.
- Price, Fred W. The Moon Observer's Handbook (en anglès).  Cambridge University Press, 1988. ISBN 0521335000.
- Rükl, Antonín. Atlas of the Moon (en anglès).  Kalmbach Books, 1990. ISBN 0-913135-17-8.
- Webb, Rev. T. W.. Celestial Objects for Common Telescopes, 6ª edición revisada (en anglès).  Dover, 1962. ISBN 0-486-20917-2.
- Whitaker, Ewen A. Mapping and Naming the Moon (en anglès).  Cambridge University Press, 2003. 978-0-521-54414-6.
- Wlasuk, Peter T. Observing the Moon (en anglès).  Springer, 2000. ISBN 1-85233-193-3.